# Арсенал (Харків)
ФК «Арсенал» Харків — український футбольний клуб із міста Харкова. В 1999—2009 роках мав професіональний статус, у 2009—2017 роках виступав у аматорських змаганнях. Команди футбольної академії «Арсенала» грають у Дитячо-юнацькій футбольній лізі України.

## Історія
Датою заснування клубу вважають 30 січня 1998 року, коли команда зібралася в манежі ХАІ на перший тренувальний збір. Базою команди став спортивний комплекс «Спартак», який тоді потребував ремонту. Головним тренером призначено відомого в Харкові футболіста Валентина Крячка, а його помічником став Олександр Іванов.
1998 року «Арсенал» заявився на чемпіонат міста й одразу за підсумками року став чемпіоном. Улітку харків'яни стартували в 3-й групі Чемпіонату України серед аматорів. Перший матч, із командою «Шахта „Україна“» (Українськ), завершився з рахунком 0:0. Керівництво поставило завдання — щонайменше друге місце у своїй групі аматорського чемпіонату України, вихід до фінального турніру й до Другої ліги. Із цим завданням команда впоралась, вигравши змагання у групі, але у фінальному турнірі в Луцьку «Арсенал» виступив невдало, фінішувавши 7 із 8 колективів. Основу команди складали місцеві футболісти, серед яких найвідомішими були воротар Едуард Столбовий (колишній гравець охтирського «Нафтовика»), оборонці Олексій Чирва («Металіст», «Металург» Нікополь), Вадим Комардін, Віталій Сахно («Металіст»), півоборонці Юрій Шушура, Ігор Рахаєв (обоє — «Торпедо» Запоріжжя) і Сергій Пилипенко («Оскіл» Куп'янськ).
До кінця 1998 року реконструйовано спорткомплекс «Спартак», створено перші дитячі команди. Наступного року команди 1984 і 1986 років народження дебютували в першій лізі ДЮФЛУ. Перед початком сезону 1999/2000 харків'яни отримали професіональний статус і перший матч на новому рівні провели 2 серпня 1999 року в Кременчуці в групі «В» другої ліги: «Кремінь» — «Арсенал» — 0:1. Гол забив нападник Віктор Григоров. «Каноніри» провели перші 6 турів без поразок і завоювали репутацію однієї з найсильніших команд групи. Клуб фінішував четвертим серед 14 команд, відзначившись найнадійнішою в групі «В» обороною — тільки 13 пропущених м'ячів у 23 проведених поєдинках. Та й, загалом, серед усіх колективів другої ліги менше пропустив тільки «Борисфен» (9 м'ячів). Особливо вдало «Арсенал» виступав на власному полі — жодної поразки та тільки 2 пропущені голи, що стало найкращим показником серед усіх команд другої ліги.
Першість 2000—2001 років «Арсенал» завершив на тому самому 4-му місці, але якість гри не задовольняла амбітне керівництво клубу (президент Володимир Чумак поставив завдання посісти мінімум 3-тє місце) й наприкінці сезону, 7 травня 2001 року, замість Валентина Крячка головним тренером призначено Івана Панчишина.
«Гармаші» потужно розпочали сезон 2001/02, перемігши у 8 із 10 стартових ігор. Перше коло «Арсенал» закінчив лідером турнірної таблиці. Надійно грав захист команди, де виділявся 19-річний Олександр Кучер — майбутній гравець «Шахтаря» та збірної України. Уперше в складі команди почали з'являтися ДЮФК «Арсенал». У весняній частині чемпіонату колектив грав не так яскраво, через що відбулася заміна на тренерському містку — 20 травня 2002 року «Арсенал» очолив Ігор Рахаєв. Під його керівництвом клуб зумів завершити першість на другому місці й вибороти право виступати в першій лізі сезону 2002/2003.
Історичний перший матч у першій лізі відбувся в Ужгороді 6 листопада 2002. Він завершився розгромом гостей — 3:0. У складі «Закарпаття» гет-трик оформив Мирослав Бундаш. Наступного туру «Арсенал» здобув першу перемогу на новому рівні, обігравши львівські «Карпати-2» з рахунком 3:2. Перший гол у новій лізі забив Максим Чернишов. В 1/16 Кубка України харків'яни в серії пенальті вибили з турніру вищолігову «Таврію» (Сімферополь). А після зимової перерви на поле почав виходити Андерсон Рібейро — перший легіонер в історії клубу й перший бразилець, який виступав за харківські команди. «Каноніри» посіли дев'яте місце серед вісімнадцяти команд.
У першості 2003—2004 років «Арсенал» покращив своє місце в таблиці, завершивши сезон на 7-ій позиції. Команда одержала низку перемог над лідерами ліги — «Закарпаттям», «Сталлю» (Алчевськ) і «Спартаком» (Івано-Франківськ). У головному складі з'явився вихованець клубу нападник Руслан Фомін, якого почали викликати до юнацької збірної України.
Під час сезону 2004/05 «Арсенал» відкрив клубний стадіон «Арсенал-Баварія», збудований на місці колишнього стадіону канатного заводу. У матчі-відкритті 28 серпня 2004 року «Арсенал» переміг «Поділля» (Хмельницький). До клубу перейшло чимало колишніх футболістів «Металіста» на чолі з тренером Геннадієм Литовченком. Віце-президентом став Віталій Данилов. На весняну частину чемпіонату завдання поставлено однозначне — вихід до вищої ліги. Цієї мети досягнуто, провівши навесні вражаючу серію із 14 перемог поспіль на футбольному полі плюс технічну над «Поліссям», яке знялося з розіграшу. У цьому відтинку за команду виступав 17-річний Олександр Гладкий, який прийшов із «дубля» «Металіста». У 10 поєдинках нападник провів 4 м'ячі. Ще за три тури до фінішу «Арсенал» забронював собі друге місце та путівку до вищої ліги наступного сезону.
Однак перед початком сезону 2005—2006 на клуб чекали значні зміни. Місце «Арсенала» в елітному дивізіоні посів ФК «Харків» на чолі з президентом В. Даниловим, а «Арсенал», зберігши інфраструктуру, почав змагання в другій лізі. Новим пріоритетом команди стала робота з молоддю, а не підвищення в класі. Із лідера першої ліги колектив перетворився на середняка другої. Це спричинило значне падіння глядацького інтересу. Середнє відвідування домашніх матчів команди впало з понад 2300 глядачів у сезоні 2004—2005 до менш ніж 500 глядачів наступного сезону. У грудні 2005 на прес-конференції представлено нового головного тренера команди — Віктора Камарзаєва. Змагання у своїй групі 2-ї ліги «Арсенал» завершив на десятій позиції. До листопада 2006 року на стадіоні «Арсенал-Спартак» завершено реконструкцію та постелено синтетичний газон і харківська дружина отримала другий повноцінний домашній стадіон. Урахувавши невиразну гру та лише дев'яту сходинку в турнірній таблиці за підсумками чемпіонату 2006/07 клуб вирішив не продовжувати контракт із В. Камарзаєвим і під час літнього міжсезоння 2007 року на посаду головного тренера запрошено Сергія Кандаурова.

Логотип «Арсенала» у 1998–2005 роках

У липні 2009 року клуб знято зі змагань 2009–2010 р. і виключено зі складу Професіональної футбольної ліги України.
Після втрати професійного статусу команда виступала у Чемпіонаті України серед аматорів, чемпіонаті та кубку Харківської області та інших аматорських змаганнях. До активу клубу можна занести завоювання Кубку Харкова, а згодом Суперкубку Харкова у 2010 році. До 2017 року команда виступала у Чемпіонаті Харкова. Станом на 2019 рік юнацькі команди футбольної академії «Арсенала» продовжують грати в Дитячо-юнацькій футбольній лізі України.
У сезоні 2022/2023 команда дітей 2007 року народження після першого кола посідала першу сходинку в турнірній таблиці Дитячо-юнацької футбольної ліги України. Таке становище дозволяло харківському «Арсеналу» підвищитися в класі. Однак через початок повномасштабного вторгнення в лютому 2022 футбольна академія призупинила свою діяльність. Її вихованці роз’їхалися у провідні юнацькі команди не тільки України, але і Європи. 
У 2023 році клуб відновив свою роботу й розпочав новий набір дітей 2008-2020 року народження. У цей час виконавчим директором клубу став Кофанов Іван Васильович, який тренував команду «Арсенал 2007», що була однією з найсильніших у клубі за останні 10 років. Також був оновлений тренерський штаб клубу. Через кілька місяців після початку роботи харківському «Арсеналу» вдалося відкрити філіал на Рогані. На сьогоднішній день у клубі займаються понад 200 дітей різного віку, інфраструктура академії розвивається. Усі вікові групи регулярно беруть участь у турнірах Харкова та України.
Зараз харківський «Арсенал» – це не просто клуб, а ціле ком’юніті людей, об’єднаних футболом. Клуб має відкритий спортивний центр, що вже давно став брендом під назвою «Арсенал City». Це середовище, яке створене на базі однойменного стадіону «Арсенал Харків», і вміщує в себе все необхідне для хорошого проведення часу батьками та дітьми. Тут можна переглянути футбольні матчі біля стійки «Арсенал City Bar», зіграти в настільний теніс, футбол, волейбол та стрітбол, купити спортивне екіпірування в шоу-румі «Olé-Olé Sport&Print». Крім того, на футбольних полях «Арсенал City» регулярно проводиться «Elit-турнір» – змагання з міні-футболу серед аматорських команд у форматах 8 на 8 (більше 20 команд) та 5 на 5 (понад 70 колективів). А також один з наймасштабніших українських дитячо-юнацьких футбольних турнірів «Superleague» зародився саме на полях «Aрсенал City». Саме тому «Арсенал» за короткий проміжок часу став осередком футбольного життя Харкова.

## Статистика професійних виступів
| Сезон   | Ліга      | Місце | Ігор | В  | Н  | П  | ГЗ | ГП | Очок | Кубок України         | Примітки                 |
| ------- | --------- | ----- | ---- | -- | -- | -- | -- | -- | ---- | --------------------- | ------------------------ |
| 1999/00 | Друга «В» | 4     | 26   | 15 | 4  | 7  | 24 | 13 | 49   | 1/4 фіналу кубку ліги |                          |
| 2000/01 | Друга «В» | 4     | 30   | 15 | 7  | 8  | 55 | 27 | 52   | 1/4 фіналу кубку ліги |                          |
| 2001/02 | Друга «В» | 2     | 34   | 22 | 6  | 6  | 52 | 23 | 72   | 2-й раунд             | Підвищення               |
| 2002/03 | Перша     | 9     | 34   | 13 | 7  | 14 | 38 | 42 | 46   | 1/8 фіналу            |                          |
| 2003/04 | Перша     | 7     | 34   | 15 | 7  | 12 | 41 | 40 | 52   | 1/32 фіналу           |                          |
| 2004/05 | Перша     | 2     | 34   | 23 | 4  | 7  | 47 | 24 | 73   | 1/32 фіналу           | Передача прав            |
| 2005/06 | Друга «Б» | 10    | 24   | 9  | 3  | 12 | 35 | 44 | 30   | 1/64 фіналу           |                          |
| 2006/07 | Друга «Б» | 9     | 28   | 10 | 4  | 14 | 35 | 42 | 35   | 1/32 фіналу           |                          |
| 2007/08 | Друга «Б» | 3     | 34   | 21 | 8  | 5  | 62 | 20 | 71   | 1/32 фіналу           |                          |
| 2008/09 | Друга «Б» | 12    | 34   | 11 | 10 | 13 | 36 | 47 | 40   | 1/64 фіналу           | -3 очки Виключений з ПФЛ |

## Тренери
- Валентин Крячко (січень 1998 — травень 2001)
- Іван Панчишин (травень 2001 — травень 2002)
- Ігор Рахаєв (травень 2002 — січень 2005)
- Геннадій Литовченко (січень 2005 — липень 2005)
- Ігор Рахаєв (липень 2005 — грудень 2005)
- Віктор Камарзаєв (грудень 2005 — липень 2007)
- Сергій Кандауров (липень 2007 — грудень 2007, квітень 2008 — липень 2008)
- Адель Сассі (грудень 2007 — квітень 2008)
- Владислав Кисіль (липень 2008 — квітень 2009)
- Микола Трубачов (квітень 2009 — липень 2009)
- Андрій Четвериков (2009—2010)
- Рінат Морозов (2011—201?)

## Відомі вихованці
Руслан Фомін
 Сергій Рибалка
 Олександр Кучер
 Євген Волга
 Сергій Борзенко
 Віталій Сумцов
 Євген Буднік
 Руслан Зарубін
 Сергій Літовченко
 Гегам Кадимян

## Відомі гравці
Повний перелік — у Категорія:Футболісти «Арсенала» (Харків)
 Роман Бутенко
 Сергій Веремко
 Олександр Гладкий
 Олександр Грановський
 Андрій Коваль
 Віталій Комарницький
 Андрій Корнєв
 Андрій Куценко
 Олександр Максимов
 Віталій Пушкуца
 Андерсон Рібейро
 Ігор Цигирлаш